# Micaela Corimberto
Micaela Corimberto (* 29. August 2001 in Buenos Aires) ist eine argentinische Handballspielerin, die insbesondere in der Variante Beachhandball erfolgreich ist.

## Werdegang
Micaela Corimberto lebt in ihrem Geburtsort Buenos Aires. Sie spielt für Mariano Acosta Handball Club (FeMeBal Mariano Acosta) in Quilmes. Im Beachhandball spielt sie auf der brasilianischen Beachhandball-Tour. Ihre Zwillingsschwester Fiorella gehört ebenfalls zum erweiterten Kader der argentinischen Beachhandball-Nationalmannschaft.
Corimberto gehörte zunächst der Juniorennationalmannschaft Argentiniens im Beachhandball an. Obwohl sie vor größeren Turnieren meist zur engeren Auswahl gehörte, wurde sie am Ende nicht für die Mannschaft Argentiniens berufen. So gehörte sie etwa den erweiterten Kadern für die Panamerikanischen Beachhandball-Juniorenmeisterschaften 2017 (U 17) und für die  Olympische Jugend-Sommerspiele 2018 in ihrer Heimat Buenos Aires an. Später rückte sie in die Beachhandball-A-Nationalmannschaft Argentiniens auf. Auch hier gehörte sie vor Turnieren zum erweiterten Kader, etwa für die South American Beach Games 2019 in Rosario, wurde aber am Ende nicht nominiert. Während ihre Schwester seit 2019 zum Stamm der argentinischen Nationalmannschaft gehört, dauerte es bis zu den World Games 2022, dass Corimberto erstmals für ein Turnier in die A-Nationalmannschaft ihres Landes berufen wurde. In Birmingham waren einzig Deutschland und Norwegen stärker, Corimberto gewann gleich bei ihrem ersten Turnier die Bronzemedaille. Auch bei einer Länderspielreise nach Brasilien im weiteren Jahresverlauf gehörte sie erneut dem Kader an.
Erfolge feierte Corimberto darüber hinaus bislang vor allem mit ihren Vereinsmannschaften. Aufgrund der weitaus höheren Zahl an Spielen und Wettbewerben startet sie hier oft in Brasilien. Bei der erstmals ausgetragenen argentinischen Beachhandball-Sommertour wurde sie mit ihrer Mannschaft El Rejunte Vierte. Ende 2019 nahm Corimberto gemeinsam mit ihrer Schwester als Gastspielerin für den Verein Mestre Hand Club am Finale der brasilianischen Beachhandball-Tour teil und belegte den sechsten Platz. Gemeinsam mit ihren Nationalmannschaftskolleginnen Agustina Mamet, María Florencia Allende, Rosario Soto, Caterina Benedetti, Lucila Balsas, Zoe Turnes und ihrer Schwester gewann sie im Januar 2020 den IFES Fly Summer cup in Montevideo.

## Erfolge
World Games
- 2022:

Argentinische Beachhandball-Sommertour
- 2019:

IFES Fly Summer Cup
- 2019: